# Danh sách cầu thủ bóng đá nữ tham dự Thế vận hội Mùa hè 2008
Dưới đây là danh sách cầu thủ của các nước thi đấu môn bóng đá nữ Thế vận hội Mùa hè 2008 ở Bắc Kinh, Trung Quốc. Mỗi quốc gia sẽ cử 18 cầu thủ trong đó có tối thiểu 2 thủ môn.

## Bảng E

### Argentina
Huấn luyện viên trưởng: José Carlos Borello

| Số | VT | Cầu thủ                  | Ngày sinh (tuổi)            | Trận | Bàn | Câu lạc bộ              |
| -- | -- | ------------------------ | --------------------------- | ---- | --- | ----------------------- |
| 1  | TM | Guadalupe Calello        | 13 tháng 4, 1990 (18 tuổi)  | 0    | 0   | River Plate             |
| 2  | HV | Eva Nadia González (c)   | 2 tháng 9, 1987 (20 tuổi)   | 0    | 0   | Boca Juniors            |
| 3  | HV | Yesica Arrien            | 1 tháng 7, 1980 (28 tuổi)   | 0    | 0   | Estudiantes de La Plata |
| 4  | TV | Florencia Mandrile       | 10 tháng 2, 1988 (20 tuổi)  | 0    | 0   | San Lorenzo de Almagro  |
| 5  | HV | Marisa Gerez             | 3 tháng 11, 1976 (31 tuổi)  | 0    | 0   | Boca Juniors            |
| 6  | HV | Gabriela Patricia Chávez | 9 tháng 4, 1989 (19 tuổi)   | 0    | 0   | Independiente           |
| 7  | TĐ | Ludmila Manicler         | 6 tháng 7, 1987 (21 tuổi)   | 0    | 0   | Independiente           |
| 8  | TĐ | Emilia Mendieta          | 4 tháng 2, 1988 (20 tuổi)   | 0    | 0   | River Plate             |
| 9  | TĐ | María Belén Potassa      | 12 tháng 12, 1988 (19 tuổi) | 0    | 0   | San Lorenzo de Almagro  |
| 10 | TV | Mariela Coronel          | 20 tháng 6, 1981 (27 tuổi)  | 0    | 0   | Prainsa Zaragoza        |
| 11 | TV | Fabiana Vallejos         | 30 tháng 7, 1985 (23 tuổi)  | 0    | 0   | Boca Juniors            |
| 12 | HV | Daiana Cardone           | 1 tháng 1, 1989 (19 tuổi)   | 0    | 0   | Independiente           |
| 13 | TV | Florencia Quiñones       | 26 tháng 8, 1986 (21 tuổi)  | 0    | 0   | San Lorenzo de Almagro  |
| 14 | TĐ | Andrea Ojeda             | 17 tháng 1, 1985 (23 tuổi)  | 0    | 0   | Boca Juniors            |
| 15 | TĐ | Mercedes Pereyra         | 7 tháng 5, 1987 (21 tuổi)   | 0    | 0   | River Plate             |
| 16 | TV | Gimena Blanco            | 5 tháng 12, 1987 (20 tuổi)  | 0    | 0   | River Plate             |
| 17 | TĐ | Analía Almeida           | 19 tháng 8, 1985 (22 tuổi)  | 0    | 0   | San Lorenzo de Almagro  |
| 18 | TM | Vanina Correa            | 14 tháng 8, 1983 (24 tuổi)  | 0    | 0   | Boca Juniors            |

### Canada
Huấn luyện viên:  Even Pellerud

| Số | VT | Cầu thủ                | Ngày sinh (tuổi)            | Trận | Bàn | Câu lạc bộ          |
| -- | -- | ---------------------- | --------------------------- | ---- | --- | ------------------- |
| 1  | TM | Karina LeBlanc         | 30 tháng 3, 1980 (28 tuổi)  | 62   | 0   | New Jersey Wildcats |
| 2  | TĐ | Jodi-Ann Robinson      | 17 tháng 4, 1989 (19 tuổi)  | 27   | 4   | Vancouver Whitecaps |
| 3  | HV | Emily Zurrer           | 12 tháng 7, 1987 (21 tuổi)  | 8    | 0   | Vancouver Whitecaps |
| 4  | TV | Clare Rustad           | 27 tháng 4, 1983 (25 tuổi)  | 39   | 1   | Đại học Washington  |
| 5  | HV | Robyn Gayle            | 31 tháng 10, 1985 (22 tuổi) | 23   | 0   | Ottawa Fury         |
| 6  | TV | Sophie Schmidt         | 28 tháng 6, 1988 (20 tuổi)  | 38   | 3   | Vancouver Whitecaps |
| 7  | TV | Rhian Wilkinson        | 12 tháng 5, 1982 (26 tuổi)  | 62   | 7   | Ottawa Fury         |
| 8  | TV | Diana Matheson         | 6 tháng 4, 1984 (24 tuổi)   | 81   | 4   | Ottawa Fury         |
| 9  | HV | Candace Chapman        | 2 tháng 4, 1983 (25 tuổi)   | 57   | 4   | Vancouver Whitecaps |
| 10 | HV | Martina Franko         | 13 tháng 1, 1976 (32 tuổi)  | 46   | 5   | Vancouver Whitecaps |
| 11 | HV | Randee Hermus          | 14 tháng 11, 1979 (28 tuổi) | 110  | 11  | Vancouver Whitecaps |
| 12 | TĐ | Christine Sinclair (c) | 12 tháng 6, 1983 (25 tuổi)  | 120  | 92  | Vancouver Whitecaps |
| 13 | TV | Amy Walsh              | 13 tháng 9, 1977 (30 tuổi)  | 94   | 5   | Laval Comets        |
| 14 | TĐ | Melissa Tancredi       | 27 tháng 12, 1981 (26 tuổi) | 33   | 6   | Atlanta Silverbacks |
| 15 | TĐ | Kara Lang              | 22 tháng 10, 1986 (21 tuổi) | 80   | 31  | UCLA                |
| 16 | TĐ | Jonelle Filigno        | 24 tháng 9, 1990 (17 tuổi)  | 15   | 1   | Rutgers University  |
| 17 | TV | Brittany Timko         | 5 tháng 9, 1985 (22 tuổi)   | 86   | 2   | Vancouver Whitecaps |
| 18 | TM | Erin McLeod            | 26 tháng 2, 1983 (25 tuổi)  | 35   | 0   | Vancouver Whitecaps |

### Thụy Điển
Huấn luyện viên trưởng: Thomas Dennerby

| Số | VT | Cầu thủ                       | Ngày sinh (tuổi)            | Trận | Bàn | Câu lạc bộ     |
| -- | -- | ----------------------------- | --------------------------- | ---- | --- | -------------- |
| 1  | TM | Hedvig Lindahl                | 29 tháng 4, 1983 (25 tuổi)  | 32   | 0   | Linköping      |
| 2  | HV | Karolina Westberg             | 16 tháng 5, 1978 (30 tuổi)  | 124  | 2   | Umeå           |
| 3  | HV | Stina Segerström              | 17 tháng 6, 1983 (25 tuổi)  | 25   | 2   | Örebro         |
| 4  | HV | Anna Paulson                  | 29 tháng 2, 1984 (24 tuổi)  | 21   | 0   | Umeå           |
| 5  | TV | Caroline Seger                | 19 tháng 3, 1985 (23 tuổi)  | 42   | 4   | Linköping      |
| 6  | HV | Sara Thunebro                 | 26 tháng 4, 1979 (29 tuổi)  | 30   | 2   | Djurgårdens IF |
| 7  | HV | Sara Larsson                  | 6 tháng 2, 1987 (21 tuổi)   | 75   | 7   | Linköping      |
| 8  | TĐ | Lotta Schelin                 | 27 tháng 2, 1984 (24 tuổi)  | 50   | 18  | Göteborg       |
| 9  | TĐ | Jessica Landström             | 12 tháng 12, 1984 (23 tuổi) | 11   | 3   | Linköping      |
| 10 | TĐ | Johanna Almgren               | 22 tháng 3, 1984 (24 tuổi)  | 13   | 0   | Göteborg       |
| 11 | TĐ | Victoria Sandell Svensson (c) | 18 tháng 5, 1977 (31 tuổi)  | 147  | 64  | Djurgårdens IF |
| 12 | TM | Caroline Jönsson              | 22 tháng 11, 1977 (30 tuổi) | 79   | 0   | Malmö          |
| 13 | HV | Frida Östberg                 | 10 tháng 12, 1977 (30 tuổi) | 71   | 2   | Umeå           |
| 14 | TV | Josefine Öqvist               | 23 tháng 7, 1983 (25 tuổi)  | 49   | 11  | Linköping      |
| 15 | TV | Therese Sjögran               | 8 tháng 4, 1977 (31 tuổi)   | 125  | 11  | Malmö          |
| 16 | TV | Linda Forsberg                | 19 tháng 6, 1985 (23 tuổi)  | 5    | 0   | Djurgårdens IF |
| 17 | HV | Charlotte Rohlin              | 2 tháng 12, 1980 (27 tuổi)  | 9    | 1   | Linköping      |
| 18 | TV | Nilla Fischer                 | 2 tháng 8, 1984 (24 tuổi)   | 33   | 4   | Malmö          |
| 19 | TĐ | Maria Aronsson                | 23 tháng 12, 1983 (24 tuổi) | 15   | 1   | Malmö          |

### Trung Quốc
Huấn luyện viên trưởng: Thương Thụy Hoa

| Số | VT | Cầu thủ         | Ngày sinh (tuổi)            | Trận | Bàn | Câu lạc bộ           |
| -- | -- | --------------- | --------------------------- | ---- | --- | -------------------- |
| 1  | TM | Trương Diễm Như | 10 tháng 1, 1987 (21 tuổi)  | 35   | 0   | Giang Tô Hoa Thái    |
| 2  | HV | Viên Phàm       | 6 tháng 11, 1986 (21 tuổi)  | 31   | 0   | Thượng Hải Thân Hoa  |
| 3  | HV | Lý Cát (c)      | 8 tháng 7, 1979 (29 tuổi)   | 196  | 12  | Bắc Kinh Triệu Thái  |
| 4  | HV | Trương Dĩnh     | 27 tháng 6, 1985 (23 tuổi)  | 85   | 4   | Thượng Hải Thân Hoa  |
| 5  | HV | Ông Tân Chi     | 15 tháng 6, 1988 (20 tuổi)  | 30   | 0   | Giang Tô Hoa Thái    |
| 6  | TV | Trương Na       | 10 tháng 3, 1984 (24 tuổi)  | 30   | 1   | Hà Bắc Cáp Bối       |
| 7  | TV | Tất Nghiên      | 17 tháng 2, 1984 (24 tuổi)  | 140  | 12  | Đại Liên Hải Xương   |
| 8  | TĐ | Từ Viện         | 17 tháng 11, 1985 (22 tuổi) | 25   | 6   | Cam Túc Thiên Mã     |
| 9  | TĐ | Hàn Đoan        | 15 tháng 6, 1983 (25 tuổi)  | 160  | 100 | Đại Liên Hải Xương   |
| 10 | TĐ | Lưu Tạp         | 11 tháng 7, 1987 (21 tuổi)  | 25   | 4   | Bắc Kinh Triệu Thái  |
| 11 | HV | Phổ Vĩ          | 20 tháng 8, 1980 (27 tuổi)  | 200  | 35  | Thượng Hải Thân Hoa  |
| 12 | TV | Lâu Giai Huệ    | 26 tháng 5, 1991 (17 tuổi)  | 0    | 0   | Hà Nam Kiến Nghiệp   |
| 13 | HV | Giang Soái      | 7 tháng 6, 1982 (26 tuổi)   | 15   | 1   | Thiên Tân Hối Sâm    |
| 14 | HV | Lưu Hoa Na      | 17 tháng 5, 1981 (27 tuổi)  | 50   | 2   | Thiểm Tây Quốc Lực   |
| 15 | HV | Chu Cao Bình    | 20 tháng 10, 1986 (21 tuổi) | 28   | 0   | Giang Tô Hoa Thái    |
| 16 | TV | Vương Đan Đan   | 1 tháng 5, 1985 (23 tuổi)   | 25   | 4   | Bắc Kinh Trừng Giang |
| 17 | TV | Cổ Nhã Sa       | 28 tháng 11, 1990 (17 tuổi) | 0    | 0   | Bắc Kinh Trừng Giang |
| 18 | TM | Hàn Văn Hà      | 23 tháng 8, 1976 (31 tuổi)  | 93   | 0   | Đại Liên Hải Xương   |

## Bảng F

### Brasil
Huấn luyện viên trưởng: Jorge Barcellos

| Số | VT | Cầu thủ      | Ngày sinh (tuổi)            | Trận | Bàn | Câu lạc bộ             |
| -- | -- | ------------ | --------------------------- | ---- | --- | ---------------------- |
| 1  | TM | Andréia      | 14 tháng 9, 1977 (30 tuổi)  | 7    | 0   | Prainsa Zaragoza       |
| 2  | HV | Simone       | 10 tháng 2, 1981 (27 tuổi)  | 8    | 1   | Olympique Lyonnais     |
| 3  | HV | Andréia Rosa | 8 tháng 7, 1984 (24 tuổi)   | 3    | 0   | Ferroviária Araraquara |
| 4  | HV | Tania        | 10 tháng 3, 1974 (34 tuổi)  | 8    | 1   | Saad                   |
| 5  | HV | Renata Costa | 8 tháng 7, 1986 (22 tuổi)   | 7    | 1   | Odense                 |
| 6  | TV | Maycon       | 3 tháng 4, 1977 (31 tuổi)   | 8    | 2   | Saad                   |
| 7  | TV | Daniela      | 12 tháng 1, 1984 (24 tuổi)  | 8    | 4   | Linköpings FC          |
| 8  | TV | Formiga      | 3 tháng 3, 1978 (30 tuổi)   | 8    | 4   | Saad                   |
| 9  | TV | Ester        | 9 tháng 2, 1982 (26 tuổi)   | 5    | 1   | Santos F.C.            |
| 10 | TĐ | Marta        | 19 tháng 2, 1986 (22 tuổi)  | 7    | 24  | Umeå IK                |
| 11 | TĐ | Cristiane    | 15 tháng 5, 1985 (23 tuổi)  | 7    | 10  | Linköpings FC          |
| 12 | TM | Bárbara      | 4 tháng 7, 1988 (20 tuổi)   | 4    | 0   | Sport Recife           |
| 13 | TV | Francielle   | 18 tháng 10, 1989 (18 tuổi) | 4    | 1   | Santos F.C.            |
| 14 | TĐ | Pretinha     | 19 tháng 5, 1975 (33 tuổi)  | 9    | 14  | INAC Leonissa          |
| 15 | TĐ | Fabiana      | 4 tháng 8, 1989 (19 tuổi)   | 4    | 1   | Corinthians            |
| 16 | HV | Érika        | 4 tháng 2, 1988 (20 tuổi)   | 4    | 9   | Santos F.C.            |
| 17 | TĐ | Maurine      | 14 tháng 1, 1986 (22 tuổi)  | 5    | 2   | Santos F.C.            |
| 18 | HV | Rosana       | 7 tháng 7, 1982 (26 tuổi)   | 7    | 3   | SV Neulengbach         |

### Đức
Huấn luyện viên: Silvia Neid

| Số | VT | Cầu thủ                | Ngày sinh (tuổi)            | Trận | Bàn | Câu lạc bộ             |
| -- | -- | ---------------------- | --------------------------- | ---- | --- | ---------------------- |
| 1  | TM | Nadine Angerer         | 10 tháng 11, 1978 (29 tuổi) | 62   | 0   | Djurgårdens IF         |
| 2  | HV | Kerstin Stegemann      | 29 tháng 9, 1977 (30 tuổi)  | 178  | 7   | SG Wattenscheid 09     |
| 3  | HV | Saskia Bartusiak       | 9 tháng 9, 1982 (25 tuổi)   | 13   | 0   | 1. FFC Frankfurt       |
| 4  | HV | Babett Peter           | 12 tháng 5, 1988 (20 tuổi)  | 17   | 0   | 1. FFC Turbine Potsdam |
| 5  | HV | Annike Krahn           | 1 tháng 7, 1985 (23 tuổi)   | 38   | 3   | FCR 2001 Duisburg      |
| 6  | HV | Linda Bresonik         | 7 tháng 12, 1983 (24 tuổi)  | 39   | 3   | SGS Essen-Schönebeck   |
| 7  | TV | Melanie Behringer      | 18 tháng 11, 1979 (28 tuổi) | 32   | 9   | SC Freiburg            |
| 8  | TĐ | Sandra Smisek          | 3 tháng 7, 1977 (31 tuổi)   | 126  | 32  | 1. FFC Frankfurt       |
| 9  | TĐ | Birgit Prinz (c)       | 25 tháng 10, 1977 (30 tuổi) | 180  | 120 | 1. FFC Frankfurt       |
| 10 | TV | Renate Lingor          | 11 tháng 10, 1975 (32 tuổi) | 141  | 35  | 1. FFC Frankfurt       |
| 11 | TĐ | Anja Mittag            | 16 tháng 5, 1985 (23 tuổi)  | 44   | 5   | 1. FFC Turbine Potsdam |
| 12 | TM | Ursula Holl            | 26 tháng 6, 1982 (26 tuổi)  | 2    | 0   | SC 07 Bad Neuenahr     |
| 13 | TV | Célia Okoyino da Mbabi | 29 tháng 5, 1988 (20 tuổi)  | 27   | 3   | SC 07 Bad Neuenahr     |
| 14 | TV | Simone Laudehr         | 12 tháng 7, 1986 (22 tuổi)  | 13   | 2   | FCR 2001 Duisburg      |
| 15 | TV | Fatmire Bajramaj       | 1 tháng 4, 1988 (20 tuổi)   | 15   | 1   | FCR 2001 Duisburg      |
| 16 | TĐ | Conny Pohlers          | 16 tháng 11, 1978 (29 tuổi) | 64   | 28  | 1. FFC Frankfurt       |
| 17 | HV | Ariane Hingst          | 25 tháng 7, 1979 (29 tuổi)  | 149  | 10  | Djurgårdens IF         |
| 18 | TV | Kerstin Garefrekes     | 4 tháng 9, 1979 (28 tuổi)   | 89   | 31  | 1. FFC Frankfurt       |

### Nigeria
Huấn luyện viên trưởng: Joseph Ladipo

| Số | VT | Cầu thủ          | Ngày sinh (tuổi)            | Trận | Bàn | Câu lạc bộ         |
| -- | -- | ---------------- | --------------------------- | ---- | --- | ------------------ |
| 1  | TM | Precious Dede    | 18 tháng 1, 1980 (28 tuổi)  | 0    | 0   | Delta Queens       |
| 2  | HV | Efioanwan Ekpo   | 25 tháng 1, 1984 (24 tuổi)  | 4    | 0   | Pelican Stars      |
| 3  | HV | Ayisat Yusuf     | 6 tháng 3, 1985 (23 tuổi)   | 0    | 0   | KMF Kuopio         |
| 4  | TV | Perpetua Nkwocha | 3 tháng 1, 1976 (32 tuổi)   | 4    | 0   | Sunnanå SK         |
| 5  | TĐ | Onome Ebi        | 8 tháng 5, 1983 (25 tuổi)   | 0    | 0   | Bayelsa Queens     |
| 6  | TV | Kikelomo Ajayi   | 28 tháng 4, 1977 (31 tuổi)  | 7    | 0   | Thiên Tân Thái Đạt |
| 7  | TV | Stella Mbachu    | 16 tháng 4, 1978 (30 tuổi)  | 4    | 0   | Thiên Tân Thái Đạt |
| 8  | TĐ | Ifeanyi Chiejine | 17 tháng 5, 1983 (25 tuổi)  | 7    | 0   | Bayelsa Queens     |
| 9  | TV | Sarah Michael    | 22 tháng 7, 1990 (18 tuổi)  | 0    | 0   | Delta Queens       |
| 10 | HV | Rita Chikwelu    | 6 tháng 3, 1988 (20 tuổi)   | 0    | 0   | United Pietarsaari |
| 11 | HV | Lilian Cole      | 18 tháng 1, 1985 (23 tuổi)  | 0    | 0   | Delta Queens       |
| 12 | TĐ | Cynthia Uwak     | 15 tháng 7, 1986 (22 tuổi)  | 0    | 0   | Falköpings KIK     |
| 13 | TĐ | Christie George  | 10 tháng 5, 1984 (24 tuổi)  | 0    | 0   | Pelican Stars      |
| 14 | TV | Faith Ikidi      | 28 tháng 2, 1987 (21 tuổi)  | 0    | 0   | Linköpings FC      |
| 15 | TV | Tawa Ishola      | 23 tháng 12, 1988 (19 tuổi) | 0    | 0   | Bayelsa Queens     |
| 16 | HV | Ulunma Jerome    | 11 tháng 4, 1988 (20 tuổi)  | 0    | 0   | Rivers Angels      |
| 17 | TV | Edith Eduviere   | 18 tháng 6, 1986 (22 tuổi)  | 0    | 0   | FCT Queens         |
| 18 | TM | Tochukwu Oluehi  | 2 tháng 5, 1987 (21 tuổi)   | 0    | 0   | Bayelsa Queens     |

### CHDCND Triều Tiên
Huấn luyện viên: Kim Kwang-min

| Số | VT | Cầu thủ        | Ngày sinh (tuổi)            | Trận | Bàn | Câu lạc bộ  |
| -- | -- | -------------- | --------------------------- | ---- | --- | ----------- |
| 1  | TM | Jon Myong-hui  | 7 tháng 8, 1986 (21 tuổi)   | 45   | 0   | Rimyongsu   |
| 2  | TV | Kim Kyong-hwa  | 28 tháng 3, 1986 (22 tuổi)  | 50   | 30  | April 25    |
| 3  | HV | Om Jong-ran    | 10 tháng 10, 1985 (22 tuổi) | 60   | 0   | April 25    |
| 4  | HV | Jang Yong-ok   | 17 tháng 9, 1982 (25 tuổi)  | 20   | 0   | April 25    |
| 5  | HV | Song Jong-sun  | 11 tháng 3, 1981 (27 tuổi)  | 46   | 0   | Amrokkang   |
| 6  | TĐ | Kim Ok-sim     | 2 tháng 7, 1987 (21 tuổi)   | 23   | 5   | Rimyongsu   |
| 7  | TV | Ho Sun-hui     | 5 tháng 3, 1980 (28 tuổi)   | 115  | 7   | Amrokkang   |
| 8  | TĐ | Kil Son-hui    | 7 tháng 3, 1986 (22 tuổi)   | 50   | 20  | Rimyongsu   |
| 9  | TV | Ri Un-suk      | 1 tháng 1, 1986 (22 tuổi)   | 55   | 35  | April 25    |
| 10 | TĐ | Ri Kum-suk     | 16 tháng 8, 1978 (29 tuổi)  | 120  | 105 | April 25    |
| 11 | TV | Ri Un-gyong    | 19 tháng 11, 1980 (31 tuổi) | 81   | 35  | Wolmido     |
| 12 | HV | Ri Un-hyang    | 15 tháng 5, 1988 (20 tuổi)  | 20   | 0   | Amrokkang   |
| 13 | HV | Yu Jong-hui    | 21 tháng 3, 1986 (22 tuổi)  | 46   | 0   | April 25    |
| 14 | HV | Jang Il-ok     | 10 tháng 10, 1986 (21 tuổi) | 52   | 0   | April 25    |
| 15 | HV | Sonu Kyong-sun | 28 tháng 9, 1983 (24 tuổi)  | 55   | 35  | April 25    |
| 16 | HV | Kong Hye-ok    | 19 tháng 7, 1983 (25 tuổi)  | 50   | 0   | April 25    |
| 17 | TĐ | Kim Yong-ae    | 7 tháng 3, 1983 (25 tuổi)   | 20   | 2   | April 25    |
| 18 | TM | Han Hye-yong   | 4 tháng 3, 1985 (23 tuổi)   | 6    | 0   | Bình Nhưỡng |

## Bảng G

### Hoa Kỳ
Huấn luyện viên:  Pia Sundhage

| Số | VT | Cầu thủ              | Ngày sinh (tuổi)            | Trận | Bàn | Câu lạc bộ             |
| -- | -- | -------------------- | --------------------------- | ---- | --- | ---------------------- |
| 1  | TM | Hope Solo            | 30 tháng 7, 1981 (27 tuổi)  | 64   | 0   | Đại học Washington     |
| 2  | HV | Heather Mitts        | 9 tháng 6, 1978 (30 tuổi)   | 78   | 2   | Đại học Florida        |
| 3  | HV | Christie Rampone (c) | 24 tháng 6, 1975 (33 tuổi)  | 193  | 4   | Monmouth University    |
| 4  | HV | Rachel Buehler       | 26 tháng 8, 1985 (22 tuổi)  | 11   | 0   | Đại học Stanford       |
| 5  | TV | Lindsay Tarpley      | 22 tháng 9, 1983 (24 tuổi)  | 96   | 26  | Đại học Bắc Carolina   |
| 6  | TĐ | Natasha Kai          | 22 tháng 5, 1983 (25 tuổi)  | 48   | 19  | Đại học Hawaiʻi        |
| 7  | TV | Shannon Boxx         | 29 tháng 6, 1977 (31 tuổi)  | 92   | 18  | Đại học Notre Dame     |
| 8  | TĐ | Amy Rodriguez        | 17 tháng 2, 1987 (21 tuổi)  | 19   | 4   | Đại học Nam California |
| 9  | TV | Heather O'Reilly     | 2 tháng 1, 1985 (23 tuổi)   | 90   | 19  | Đại học Bắc Carolina   |
| 10 | TV | Aly Wagner           | 10 tháng 8, 1980 (27 tuổi)  | 121  | 21  | Đại học Santa Clara    |
| 11 | TV | Carli Lloyd          | 16 tháng 7, 1982 (26 tuổi)  | 62   | 15  | Đại học Rutgers        |
| 12 | TĐ | Lauren Cheney        | 30 tháng 9, 1987 (20 tuổi)  | 12   | 0   | Đại học California     |
| 13 | TV | Tobin Heath          | 29 tháng 5, 1988 (20 tuổi)  | 12   | 2   | Đại học Bắc Carolina   |
| 14 | HV | Stephanie Cox        | 3 tháng 4, 1986 (22 tuổi)   | 42   | 0   | Đại học Portland       |
| 15 | HV | Kate Markgraf (c)    | 23 tháng 8, 1976 (31 tuổi)  | 181  | 0   | Đại học Notre Dame     |
| 16 | TV | Angela Hucles        | 5 tháng 7, 1978 (30 tuổi)   | 84   | 7   | Đại học Virginia       |
| 17 | HV | Lori Chalupny        | 29 tháng 1, 1984 (24 tuổi)  | 70   | 6   | Đại học Bắc Carolina   |
| 18 | TM | Nicole Barnhart      | 10 tháng 10, 1981 (26 tuổi) | 9    | 0   | Đại học Stanford       |

Thay thế
- Briana Scurry (thủ môn)
- Ali Krieger (hậu vệ)
- Kacey White (tiền vệ)

### Na Uy
Huấn luyện viên trưởng: Bjarne Berntsen

| Số | VT | Cầu thủ                      | Ngày sinh (tuổi)            | Trận | Bàn | Câu lạc bộ              |
| -- | -- | ---------------------------- | --------------------------- | ---- | --- | ----------------------- |
| 1  | TM | Erika Skarbø                 | 12 tháng 6, 1987 (21 tuổi)  | 7    | 0   | Arna-Bjørnar Fotball    |
| 2  | HV | Ane Stangeland Horpestad (c) | 2 tháng 6, 1980 (28 tuổi)   | 100  | 5   | Klepp IL                |
| 3  | HV | Gunhild Følstad              | 3 tháng 11, 1981 (26 tuổi)  | 69   | 1   | Trondheims-Ørn SK       |
| 4  | TV | Ingvild Stensland            | 3 tháng 8, 1981 (27 tuổi)   | 68   | 2   | Kopparbergs/Göteborg FC |
| 5  | HV | Siri Nordby                  | 4 tháng 8, 1978 (30 tuổi)   | 38   | 1   | Røa IL                  |
| 6  | TV | Marie Knutsen                | 31 tháng 8, 1982 (25 tuổi)  | 48   | 5   | Røa IL                  |
| 7  | HV | Trine Rønning                | 14 tháng 6, 1982 (26 tuổi)  | 83   | 15  | Kolbotn Fotball         |
| 8  | TĐ | Solveig Gulbrandsen          | 12 tháng 1, 1981 (27 tuổi)  | 121  | 39  | Kolbotn Fotball         |
| 9  | TĐ | Isabell Herlovsen            | 23 tháng 6, 1988 (20 tuổi)  | 35   | 5   | Kolbotn Fotball         |
| 10 | TĐ | Melissa Wiik                 | 7 tháng 2, 1985 (23 tuổi)   | 30   | 12  | Asker SK                |
| 11 | TĐ | Leni Larsen Kaurin           | 21 tháng 3, 1981 (27 tuổi)  | 44   | 3   | 1. FFC Turbine Potsdam  |
| 12 | HV | Marit Fiane Christensen      | 11 tháng 12, 1980 (27 tuổi) | 58   | 7   | Røa IL                  |
| 13 | TV | Lene Storløkken              | 20 tháng 6, 1981 (27 tuổi)  | 34   | 5   | Team Strømmen FK        |
| 14 | TĐ | Guro Knutsen                 | 10 tháng 1, 1985 (23 tuổi)  | 8    | 1   | Røa IL                  |
| 15 | HV | Marita Skammelsrud Lund      | 29 tháng 1, 1989 (19 tuổi)  | 7    | 0   | Team Strømmen FK        |
| 16 | TĐ | Elise Thorsnes               | 14 tháng 8, 1988 (19 tuổi)  | 16   | 1   | Arna-Bjørnar Fotball    |
| 17 | TĐ | Lene Mykjåland               | 20 tháng 2, 1987 (21 tuổi)  | 18   | 5   | Røa IL                  |
| 18 | TM | Christine Colombo Nilsen     | 30 tháng 4, 1982 (26 tuổi)  | 5    | 0   | Kolbotn Fotball         |

### New Zealand
Huấn luyện viên trưởng:  John Herdman

| Số | VT | Cầu thủ             | Ngày sinh (tuổi)            | Trận | Bàn | Câu lạc bộ                 |
| -- | -- | ------------------- | --------------------------- | ---- | --- | -------------------------- |
| 1  | TM | Jenny Bindon        | 25 tháng 2, 1973 (35 tuổi)  | 23   | 0   | Waitakere City             |
| 2  | HV | Ria Percival        | 7 tháng 12, 1989 (18 tuổi)  | 24   | 2   | F.C. Indiana               |
| 3  | HV | Anna Green          | 20 tháng 8, 1990 (17 tuổi)  | 8    | 1   | Three Kings United         |
| 4  | TV | Katie Hoyle         | 1 tháng 2, 1988 (20 tuổi)   | 12   | 0   | Lynn-Avon United           |
| 5  | HV | Abby Erceg          | 20 tháng 11, 1989 (18 tuổi) | 24   | 2   | Western Springs            |
| 6  | HV | Rebecca Smith       | 17 tháng 6, 1981 (27 tuổi)  | 17   | 2   | Sunnanå SK                 |
| 7  | TĐ | Ali Riley           | 30 tháng 10, 1987 (20 tuổi) | 19   | 0   | Stanford Cardinal          |
| 8  | TV | Hayley Moorwood (c) | 13 tháng 2, 1984 (24 tuổi)  | 32   | 3   | Lynn-Avon United           |
| 9  | TĐ | Amber Hearn         | 28 tháng 11, 1984 (23 tuổi) | 9    | 1   | Lynn-Avon United           |
| 10 | TV | Emily McColl        | 1 tháng 11, 1985 (22 tuổi)  | 17   | 0   | Đại học Duyên hải Carolina |
| 11 | TV | Kirsty Yallop       | 4 tháng 11, 1986 (21 tuổi)  | 16   | 5   | Lynn-Avon United           |
| 12 | TĐ | Merissa Smith       | 11 tháng 11, 1990 (17 tuổi) | 15   | 1   | Three Kings United         |
| 13 | TĐ | Rebecca Tegg        | 18 tháng 12, 1985 (22 tuổi) | 5    | 0   | Eastern Suburbs            |
| 14 | HV | Kristy Hill         | 1 tháng 7, 1979 (29 tuổi)   | 2    | 0   | Three Kings United         |
| 15 | TĐ | Emma Kete           | 1 tháng 9, 1987 (20 tuổi)   | 11   | 2   | Lynn-Avon United           |
| 16 | TĐ | Renee Leota         | 16 tháng 5, 1990 (18 tuổi)  | 10   | 1   | Miramar Rangers            |
| 17 | HV | Marlies Oostdam     | 29 tháng 7, 1977 (31 tuổi)  | 24   | 0   | Eastern Suburbs            |
| 18 | TM | Rachel Howard       | 30 tháng 11, 1977 (30 tuổi) | 14   | 0   | TSV Crailsheim             |

### Nhật Bản
Huấn luyện viên trưởng: Sasaki Norio

| Số | VT | Cầu thủ          | Ngày sinh (tuổi)            | Trận | Bàn | Câu lạc bộ                |
| -- | -- | ---------------- | --------------------------- | ---- | --- | ------------------------- |
| 1  | TM | Fukumoto Miho    | 2 tháng 10, 1983 (24 tuổi)  | 39   | 0   | Okayama Yunogo Belle      |
| 2  | HV | Kinga Yukari     | 2 tháng 5, 1984 (24 tuổi)   | 29   | 0   | NTV Beleza                |
| 3  | HV | Ikeda Hiromi (c) | 22 tháng 12, 1975 (32 tuổi) | 112  | 4   | Tasaki Perule             |
| 4  | HV | Iwashimizu Azusa | 14 tháng 10, 1986 (21 tuổi) | 33   | 5   | NTV Beleza                |
| 5  | TV | Yanagita Miyuki  | 11 tháng 4, 1981 (27 tuổi)  | 86   | 11  | Urawa Red Diamonds Ladies |
| 6  | TV | Kato Tomoe       | 27 tháng 5, 1978 (30 tuổi)  | 112  | 8   | NTV Beleza                |
| 7  | HV | Ando Kozue       | 9 tháng 7, 1982 (26 tuổi)   | 61   | 10  | Urawa Red Diamonds Ladies |
| 8  | TV | Miyama Aya       | 28 tháng 1, 1985 (23 tuổi)  | 60   | 18  | Okayama Yunogo Belle      |
| 9  | TĐ | Arakawa Eriko    | 30 tháng 10, 1979 (28 tuổi) | 62   | 19  | NTV Beleza                |
| 10 | TV | Sawa Homare      | 6 tháng 9, 1978 (29 tuổi)   | 136  | 68  | NTV Beleza                |
| 11 | TĐ | Ohno Shinobu     | 23 tháng 1, 1984 (24 tuổi)  | 57   | 22  | NTV Beleza                |
| 12 | TĐ | Maruyama Karina  | 26 tháng 3, 1983 (25 tuổi)  | 50   | 12  | TEPCO Mareeze             |
| 13 | TV | Hara Ayumi       | 21 tháng 2, 1979 (29 tuổi)  | 36   | 1   | INAC Leonessa             |
| 14 | HV | Yano Kyoko       | 3 tháng 6, 1984 (24 tuổi)   | 44   | 1   | Urawa Red Diamonds Ladies |
| 15 | TV | Sakaguchi Mizuho | 15 tháng 10, 1987 (20 tuổi) | 21   | 14  | Tasaki Perule             |
| 16 | TV | Utsugi Rumi      | 5 tháng 12, 1988 (19 tuổi)  | 23   | 4   | NTV Beleza                |
| 17 | TĐ | Nagasato Yuki    | 15 tháng 7, 1987 (21 tuổi)  | 44   | 25  | NTV Beleza                |
| 18 | TM | Kaihori Ayumi    | 4 tháng 9, 1986 (21 tuổi)   | 2    | 0   | INAC Leonessa             |